# خدنگ دم‌پشمی
خدنگ دم‌پشمی (نام علمی: Bdeogale crassicauda) نام یک گونه از سرده پاسیاه‌ها است.